# شوكاوات
الشوكاوات[بحاجة لمصدر] أو القردوساوات[بحاجة لمصدر] (الاسم العلمي: Carduoideae) هي أسرة نباتية تتبع فصيلة النجمية من رتبة النجميات.

## قبائل
- الشوكاوية

## أجناس
- الأرقطيون